# Canton de Montfort-sur-Meu
Le canton de Montfort-sur-Meu est une circonscription électorale française située dans le département d'Ille-et-Vilaine et la région Bretagne.

## Représentation

### Conseillers d'arrondissement (de 1833 à 1940)
Le canton de Montfort avait deux conseillers d'arrondissement.
Il appartenait à l'arrondissement de Montfort-sur-Meu jusqu'à sa disparition en 1926.
| Période                                  | Période      | Identité                                         | Étiquette   | Qualité |
| ---------------------------------------- | ------------ | ------------------------------------------------ | ----------- | --- |
| 1833                                     | 1839         | Victor Louis Bon Dreuslin (1782-1840)            |             | Ingénieur géomètre du cadastre, avoué à Montfort                                                                                                 |
| 1833                                     | 1845         | M. Juguet                                        |             | Juge au Tribunal civil de Montfort |
| 1839                                     | 1845         | Émile Ange de La Monneraye (1796-1849)           |             | Propriétaire à Iffendic |
| 1845                                     | 1848         | M. Faisant                                       |             | Procureur du Roi à Montfort |
| 1845                                     | 1848         | Jean Marie Lesné                                 |             | Géomètre, ancien chef du cadastre à Rennes, propriétaire à Montfort                                                                              |
|                                          |              |                                                  |             | |
|                                          | 1885 (décès) | Armand Marie Porteu de La Morandière (1813-1885) |             | Négociant, manufacturier en toiles à voiles, maire de Talensac, Président du Conseil d'arrondissement, propriétaire du château de Bintin-le-Bois |
| 1885                                     | 1888 (décès) | Georges Marie Huchet de Cintré (1849-1888)       |             | Sous-officier des zouaves pontificaux, propriétaire du château du Breil à Iffendic                                                               |
|                                          |              |                                                  |             | |
| 1896                                     | 1922         | Joseph Dutay (1857-1926)                         | Républicain | Commerçant à Iffendic, propriétaire à Rennes |
| 1896                                     | 1922         | Jean-Louis Vilboux (1855-1936)                   | Républicain | Agriculteur, maire de Pleumeleuc |
| 1922                                     | 1940         | Julien Marqué                                    | RG          | Adjoint au maire puis maire de Bédée |
| 1922                                     | 1934         | Auguste Berthelot                                | Républicain | Notaire, adjoint au maire d'Iffendic |
| 1934                                     | 1940         | M. Bouvier                                       | Républicain | |
| 1940                                     |              |                                                  |             | Les conseils d'arrondissement ont été suspendus par la loi du 12 octobre 1940 et n'ont jamais été réactivés                                      |
| Les données manquantes sont à compléter. |              |                                                  |             | |

### Conseillers généraux de 1833 à 2015
| Période | Période           | Identité                            | Étiquette           | Qualité |
| ------- | ----------------- | ----------------------------------- | ------------------- | --- |
| 1833    | 1836              | François Mathurin Maudet            |                     | Tanneur à Montfort |
| 1836    | 1839              | Charles Hyacinthe Chartier          |                     | Maire de Breteil (1830-1848) |
| 1839    | 1861              | François Maudet                     |                     | Propriétaire, fabricant, maire de Montfort (1852-1855)                                                                                        |
| 1861    | 1877              | Comte Armand Louis Huchet de Cintré | Droite Royaliste    | Propriétaire du château de Brielles Député (1871-1876)                                                                                        |
| 1877    | 1883              | Julien Denais                       | Républicain         | Maire de Montfort (1878-1881) |
| 1883    | 1903 (décès)      | Ernest Juguet                       | Droite              | Maire de Montfort (1881-1884, 1888-1892) |
| 1903    | 1907              | Étienne Pinault                     | Républicain Libéral | Avocat puis attaché au Ministère de la Justice Député (1906-1910, 1928-1942)                                                                  |
| 1907    | 1940              | Émile Beauchef (1867-1951)          | RG                  | Avoué - Maire de Montfort (1908-?) Nommé membre de la Commission administrative départementale en 1941 Nommé conseiller départemental en 1943 |
|         |                   |                                     |                     | |
| 1945    | 1976              | Émile Tardif                        | MRP > CD            | Négociant produits du sol - Maire du Verger (1945-1982)                                                                                       |
| 1976    | 1988              | Roger Beaulieu                      | PS                  | Enseignant - Maire de La Chapelle-Thouarault (1971-1983)                                                                                      |
| 1988    | 1988 (annulation) | Jacques Pilorge                     | UDF-CDS             | Vétérinaire à Montfort-sur-Meu |
| 1989    | 2008              | Victor Préauchat                    | PS                  | Retraité de la fonction publique - Maire de Montfort-sur-Meu (2001-2008)                                                                      |
| 2008    | 2015              | Christophe Martins                  | PRG                 | Attaché territorial - Maire d'Iffendic (depuis 2006)                                                                                          |

### Conseillers départementaux depuis 2015
| Période élective | Période élective | Mandat | Mandat   | Identité                  | Nuance | Nuance | Qualité |
| ---------------- | ---------------- | ------ | -------- | ------------------------- | ------ | ------ | --- |
| 2015             | 2021             | 2015   | 2021     | Anne-Françoise Courteille |        | PS     | Cadre Maire de Treffendel (2001-2014)                                                                                                  |
| 2015             | 2021             | 2015   | 2021     | Christophe Martins        |        | PRG    | Fonctionnaire Maire d'Iffendic (depuis 2006) Président de Montfort Communauté (depuis 2014)                                            |
| 2021             | 2028             | 2021   | en cours | Anne-Françoise Courteille |        | PS     | Cadre 1re vice-présidente du conseil départemental                                                                                     |
| 2021             | 2028             | 2021   | en cours | Christophe Martins        |        | MR     | Fonctionnaire 3e vice-président du conseil départemental Maire d'Iffendic (depuis 2006) Président de Montfort Communauté (depuis 2014) |

Christophe Martins n'est plus au PRG.

### Résultats détaillés

#### Élections de mars 2015
À l'issue du 1er tour des élections départementales de 2015, deux binômes sont en ballottage : Anne-Françoise Courteille et Christophe Martins (Union de la Gauche, 44,46 %) et Frédérique Porcher et Xavier Rodier (FN, 21,01 %). Le taux de participation est de 52,06 % (13 878 votants sur 26 660 inscrits) contre 50,90 % au niveau départemental et 50,17 % au niveau national.
Au second tour, Anne-Françoise Courteille et Christophe Martins (Union de la Gauche) sont élus avec 73,21 % des suffrages exprimés et un taux de participation de 52,60 % (9 344 voix pour 14 028 votants et 26 669 inscrits).

#### Élections de juin 2021
Le premier tour des élections départementales de 2021 est marqué par un très faible taux de participation (33,26 % au niveau national). Dans le canton de Montfort-sur-Meu, ce taux de participation est de 35,71 % (10 292 votants sur 28 822 inscrits) contre 34,85 % au niveau départemental. À l'issue de ce premier tour, deux binômes sont en ballottage : Anne-Françoise Courteille et Christophe Martins (Union à gauche, 60,31 %) et Christine Focki et Ronan Sohier (binôme écologiste, 23,53 %).
Le second tour des élections est marqué une nouvelle fois par une abstention massive équivalente au premier tour. Les taux de participation sont de 34,36 % au niveau national, 34,98 % dans le département et 34,75 % dans le canton de Montfort-sur-Meu. Anne-Françoise Courteille et Christophe Martins (Union à gauche) sont élus avec 72,39 % des suffrages exprimés (6 687 voix pour 10 019 votants et 28 832 inscrits),,. 

## Composition

### Composition avant 2015

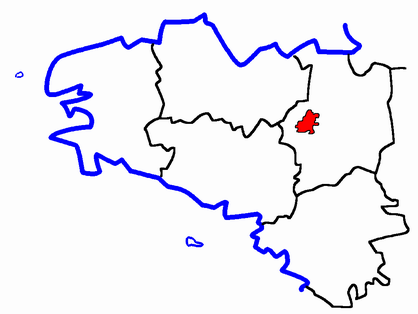
Situation du canton de Montfort-sur-Meu dans le département d'Ille-et-Vilaine avant 2015.

Le canton de Montfort-sur-Meu regroupait douze communes.
| Nom                          | Code Insee | Codepostal | Superficie (km2) | Population (dernière pop. légale) | Densité (hab./km2) |
| ---------------------------- | ---------- | ---------- | ---------------- | --------------------------------- | ------------------ |
| Montfort-sur-Meu (chef-lieu) | 35188      | 35160      | 14,02            | 6 472 (2012)                      | 462                |
| Bédée                        | 35023      | 35137      | 38,95            | 4 030 (2012)                      | 103                |
| Breteil                      | 35040      | 35160      | 14,70            | 3 442 (2012)                      | 234                |
| La Chapelle-Thouarault       | 35065      | 35590      | 7,64             | 1 882 (2012)                      | 246                |
| Clayes                       | 35081      | 35590      | 4,28             | 668 (2012)                        | 156                |
| Iffendic                     | 35133      | 35750      | 73,66            | 4 410 (2012)                      | 60                 |
| La Nouaye                    | 35203      | 35137      | 2,77             | 329 (2012)                        | 119                |
| Pleumeleuc                   | 35227      | 35137      | 19,51            | 3 077 (2012)                      | 158                |
| Saint-Gonlay                 | 35277      | 35750      | 9,26             | 348 (2012)                        | 38                 |
| Talensac                     | 35331      | 35160      | 21,52            | 2 376 (2012)                      | 110                |
| Le Verger                    | 35351      | 35160      | 6,96             | 1 476 (2012)                      | 212                |

### Composition depuis 2015
Le canton de Montfort-sur-Meu regroupe désormais quinze communes entières.
| Nom                                      | Code Insee | Intercommunalité       | Superficie (km2) | Population (dernière pop. légale) | Densité (hab./km2) | Modifier                                    |
| ---------------------------------------- | ---------- | ---------------------- | ---------------- | --------------------------------- | ------------------ | ------------------------------------------- |
| Montfort-sur-Meu (bureau centralisateur) | 35188      | CC Montfort Communauté | 14,02            | 6 767 (2022)                      | 483                | modifier les données · modifier les données |
| Bédée                                    | 35023      | CC Montfort Communauté | 38,95            | 4 571 (2022)                      | 117                | modifier les données · modifier les données |
| Breteil                                  | 35040      | CC Montfort Communauté | 14,70            | 3 678 (2022)                      | 250                | modifier les données · modifier les données |
| Iffendic                                 | 35133      | CC Montfort Communauté | 73,66            | 4 603 (2022)                      | 62                 | modifier les données · modifier les données |
| Maxent                                   | 35169      | CC de Brocéliande      | 39,72            | 1 457 (2022)                      | 37                 | modifier les données · modifier les données |
| Monterfil                                | 35187      | CC de Brocéliande      | 16,94            | 1 352 (2022)                      | 80                 | modifier les données · modifier les données |
| La Nouaye                                | 35203      | CC Montfort Communauté | 2,77             | 357 (2022)                        | 129                | modifier les données · modifier les données |
| Paimpont                                 | 35211      | CC de Brocéliande      | 110,28           | 1 778 (2022)                      | 16                 | modifier les données · modifier les données |
| Plélan-le-Grand                          | 35223      | CC de Brocéliande      | 49,74            | 4 063 (2022)                      | 82                 | modifier les données · modifier les données |
| Pleumeleuc                               | 35227      | CC Montfort Communauté | 19,51            | 3 535 (2022)                      | 181                | modifier les données · modifier les données |
| Saint-Gonlay                             | 35277      | CC Montfort Communauté | 9,26             | 381 (2022)                        | 41                 | modifier les données · modifier les données |
| Saint-Péran                              | 35305      | CC de Brocéliande      | 9,37             | 415 (2022)                        | 44                 | modifier les données · modifier les données |
| Saint-Thurial                            | 35319      | CC de Brocéliande      | 18,01            | 2 165 (2022)                      | 120                | modifier les données · modifier les données |
| Talensac                                 | 35331      | CC Montfort Communauté | 21,52            | 2 530 (2022)                      | 118                | modifier les données · modifier les données |
| Treffendel                               | 35340      | CC de Brocéliande      | 18,98            | 1 327 (2022)                      | 70                 | modifier les données · modifier les données |
| Canton de Montfort-sur-Meu               | 3516       |                        | 457,43           | 38 979 (2022)                     | 85                 | modifier les données                        |

## Démographie

### Démographie avant 2015
| 1999   | 2006   | 2011   | 2012   |
| ------ | ------ | ------ | ------ |
| 22 884 | 26 047 | 28 433 | 28 510 |

### Démographie depuis 2015
En 2022, le canton comptait 38 979 habitants, en évolution de +4,14 % par rapport à 2016 (Ille-et-Vilaine : +5,46 %, France hors Mayotte : +2,11 %).
| 2013   | 2018   | 2022   |
| ------ | ------ | ------ |
| 36 520 | 38 156 | 38 979 |